# آواز گستا

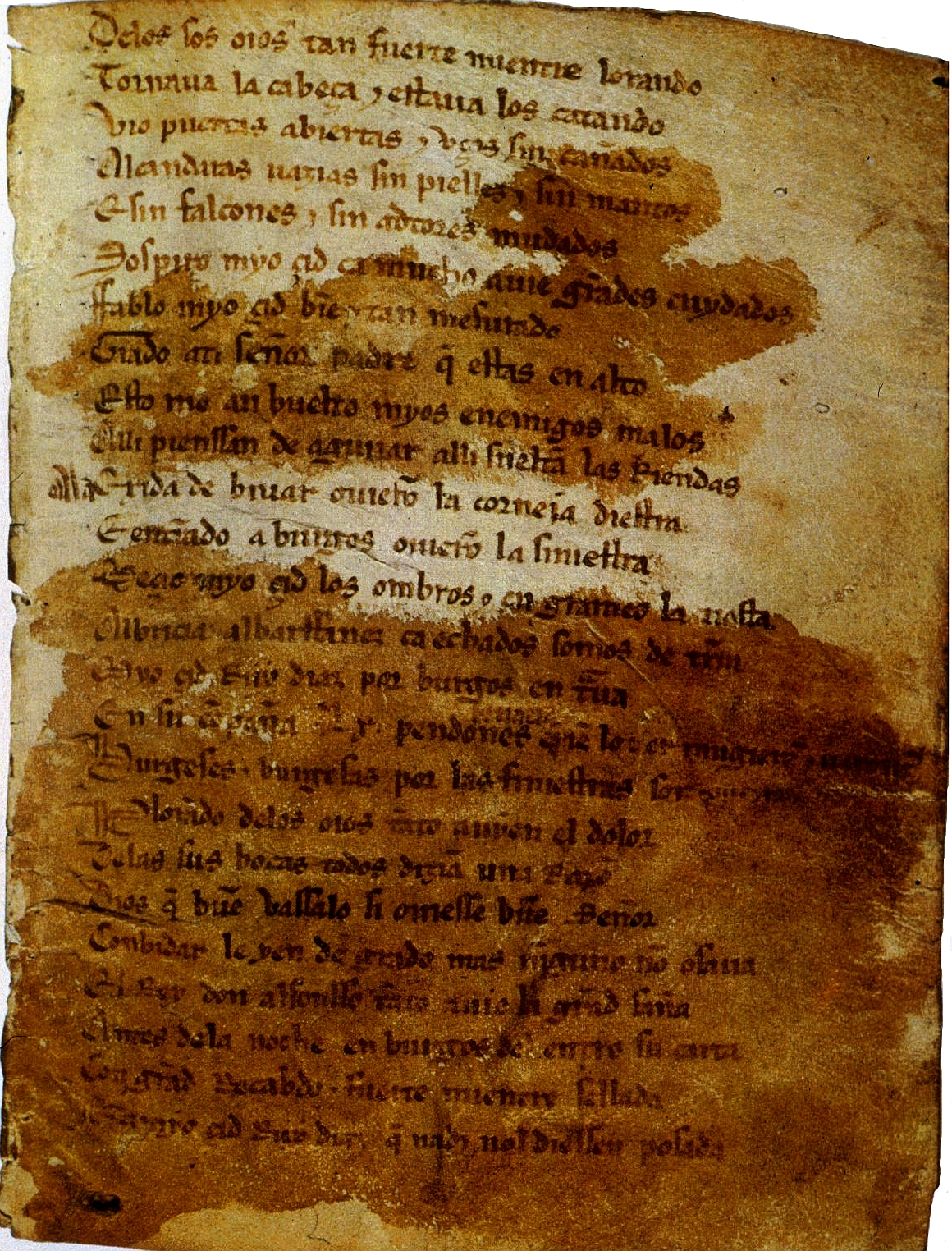
نمونه‌ای از متن کانتار دِ میو سید که متعلق به قرن ۱۳ میلادی است.

کانتار دِ گِستا یا آوازِ گستا (انگلیسی: Cantar de gesta)، که معادل شانسون دو ژست است، به معنی شعر اعمال و روایت شعری از کارهای قهرمانانه در قرون وسطی است که یکی از نقاط ابتدایی ادبیات اسپانیا به حساب می‌آید. نخستین نمونه‌های این سبک شعری مربوط به سده سیزده و سده چهاردهم است که با کانتار دِ میو سید یا اشعار ال سید آغاز می‌شود.
از مهم‌ترین این اشعار می‌توان به موارد زیر اشاره کرد:
- The Cantar de Mio Cid
- The Poema de Fernán González
- The Cantar de los Siete Infantes de Lara
- The Cantar de Bernardo del Carpio
- The Mocedades de Rodrigo